# حافة متقدمة

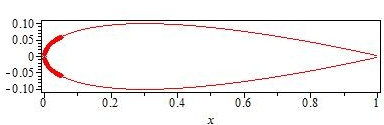
المقطع العرضي لسطح ديناميكي هوائي مع إبراز الحافة الأمامية

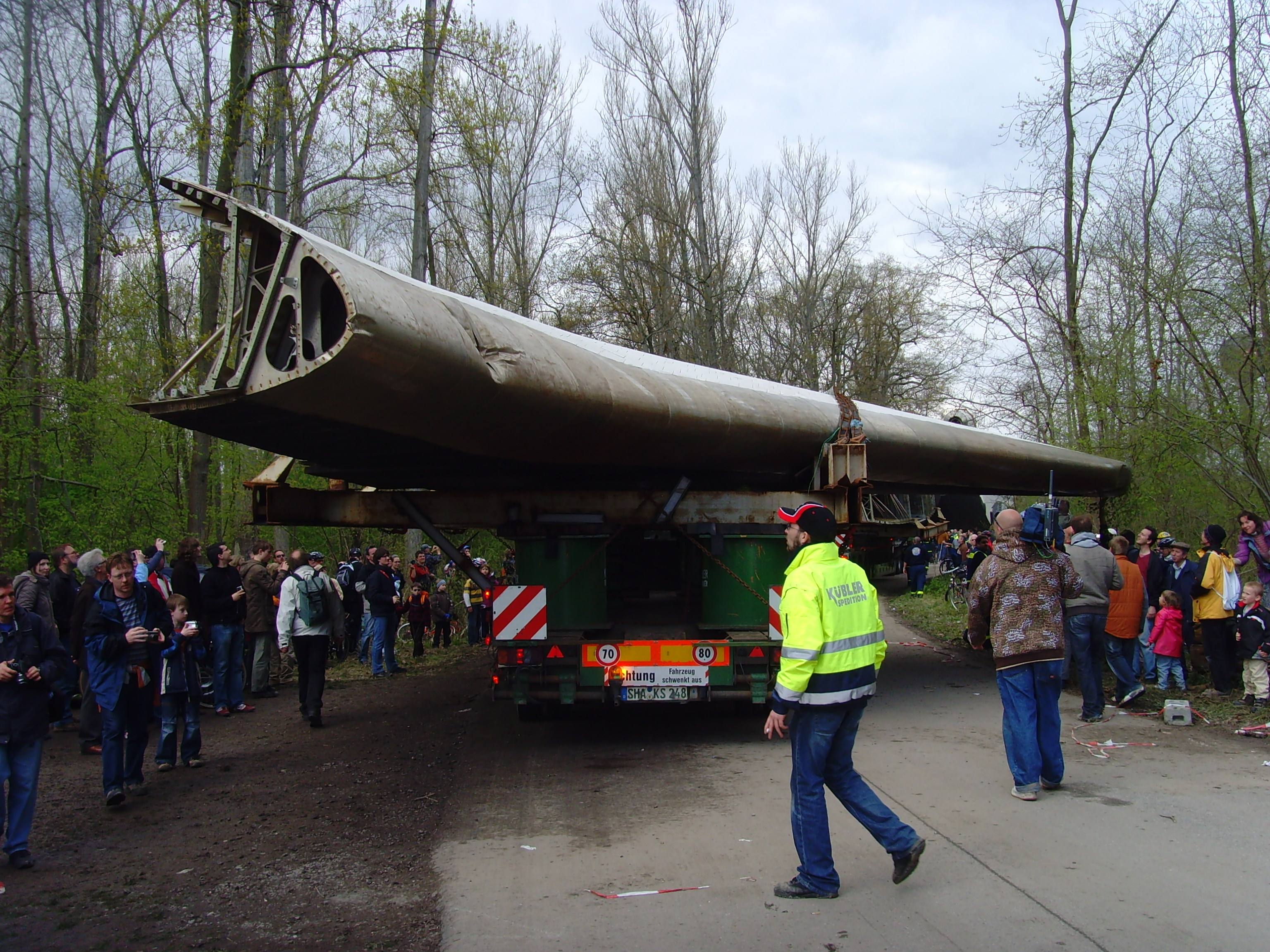
تم نقل الحافة الأمامية لمكوك الفضاء بوران إلى متحف تكنيك شباير

الحافة المتقدمة أو الحافة الأمامية (leading edge) لسطح المُنساب الهوائي (Airfoil) مثل الجناح هي حافته الأولى وبالتالي فهي الجزء الذي يلتقي أولاً بالهواء القادم.

## خصائص

### اكتساح
عند رؤيتها في المخطط، قد تكون الحافة الأمامية مستقيمة أو منحنية أو ملتوية أو مزيجًا منهم. قد تنجرف الحافة الأمامية المستقيمة أو لا تنكسر، بينما تعني الانحناءات أو مكامن الخلل دائمًا أن جزءًا من الحافة الأمامية قد انجرف.
قد تختلف زاوية الاكتساح في الجناح المنفلت عن زاوية الجناح، حيث يتم قياس اكتساح الجناح بشكل تقليدي عند خط الوتر بنسبة 25٪ للجناح. ومع ذلك، في جناح دلتا، تحدد عملية مسح الحافة الأمامية تمشيط الجناح.

### نصف القطر ونقطة الركود
تساعد الحافة الأمامية المستديرة في الحفاظ على تدفق الهواء بسلاسة عند زوايا مختلفة من حدوث تدفق الهواء. لذلك فإن معظم الجنيحات التي تقل سرعة الصوت لها حافة مقدمة مستديرة. تتميز درجة التقريب بنصف قطر الملف الشخصي عند تلك النقطة.
ينقسم تدفق الهواء ليمر إما فوق الجناح أو تحته. نقطة الركود في ملف تعريف الحافة الأمامية هي النقطة التي ينقسم عندها التدفق ولا يوجد تدفق إما لأعلى أو لأسفل. مع اختلاف زاوية السقوط، ستتحرك نقطة الركود قليلاً لأعلى أو لأسفل وفقًا لذلك.
تتميز الطائرات المحسّنة للطيران الأسرع من الصوت بميزة رائدة لتقليل السحب. الطائرات التي يجب أن تعمل بكفاءة بسرعات تفوق سرعة الصوت وسرعات تفوق سرعة الصوت غالبًا ما تتنازل عن حافة رائدة مستديرة بإحكام.

### تدلي
عندما يرتفع الجناح إلى زاوية عالية للهجوم، يمكن أن ينفجر تدفق الهواء فوق الجناح ثم يتوقف الجناح عن الرفع. يؤدي تدلي الحافة الأمامية إلى تقليل الزاوية التي يضرب بها تدفق الهواء الجناح ويساعد في الحفاظ على تدفق الهواء السلس وبالتالي الرفع عند الزوايا الأعلى والسرعات الهوائية المنخفضة.
غالبًا ما تكون المشكلة أكثر حدة في الجزء الخارجي من الجناح بالقرب من الحافة، لذلك غالبًا ما يتم تطبيق تدلي الحافة الأمامية على القسم الخارجي فقط.
يمكن أن يسبب تدلي الحافة الأمامية سحبًا مفرطًا في الرحلة العادية، لذلك يتم استخدام اللوحات المتدلية متغيرة المواضع أحيانًا. البديل عن التدلي المتغير هو رفرف كروجر، الذي يمتد أسفل الحافة الأمامية ويسقط للأمام وللأسفل عند نشره لفتح فتحة أسفل الحافة الأمامية.

### التأثيرات الحرارية
في الطائرات عالية السرعة، يمكن أن يؤدي تسخين الهواء المضغوط أمام الأجنحة إلى تسخين شديد للحافة الأمامية. كان التسخين مساهماً رئيسياً في تدمير مكوك الفضاء كولومبيا أثناء إعادة الدخول في 1 فبراير 2003.

## أجهزة الحافة الأمامية
قد تكون الحافة الأمامية لجناح الطائرة مجهزة بواحد أو أكثر من الأجهزة أو امتدادات لأغراض مختلفة:
- كفة الحافة الأمامية
- Deicing boot
- القلابات، بما في ذلك قلابة الحافة المتقدمة المنسدلة وقلابة كروغر
- امتداد الحافة الأمامية (LERX)
- سدفة
- Slots
- Stall strips
- فورتيلون  [لغات أخرى]‏ vortex generators

## القوارب الشراعية
عند الإبحار في مهب الريح، فإن الديناميكيات التي تدفع المراكب الشراعية للأمام هي نفسها التي تخلق قوة رفع للطائرة. يشير مصطلح الحافة الأمامية إلى جزء الشراع الذي يلامس الريح أولاً. من المستحسن استخدام حافة أمامية مدببة لا تزعج التدفق نظرًا لأن 90٪ من السحب على المراكب الشراعية بسبب الأشرعة ناتج عن تساقط الدوامة من حواف الشراع. تستخدم المراكب الشراعية سارية لدعم الشراع. للمساعدة في تقليل السحب وضعف أداء الشراع الشبكي، قام المصممون بتجربة الصواري ذات الشكل الديناميكي الهوائي، أو الصواري الدوارة، أو صواري الجناح، أو وضع الصاري خلف الأشرعة كما هو الحال في منصة العمود الخلفي.